# Metro van Kiev
De metro van Kiev (Oekraïens: Київський метрополітен, Kyjivsky metropoliten) werd geopend in 1960 en is het belangrijkste middel van openbaar vervoer in de Oekraïense hoofdstad. Het systeem heeft drie lijnen met een gezamenlijke lengte van een kleine 65,18 kilometer, telt 50 stations en wordt nog altijd uitgebreid. Kiev was de derde stad in de Sovjet-Unie die een metronetwerk kreeg (na Moskou en Sint-Petersburg) en de eerste in Oekraïne. De metro van Kiev vervoert 1,38 miljoen reizigers per dag, 42,5% van de 3,25 miljoen mensen die van het hoofdstedelijke openbaar vervoer gebruikmaken.

## Geschiedenis

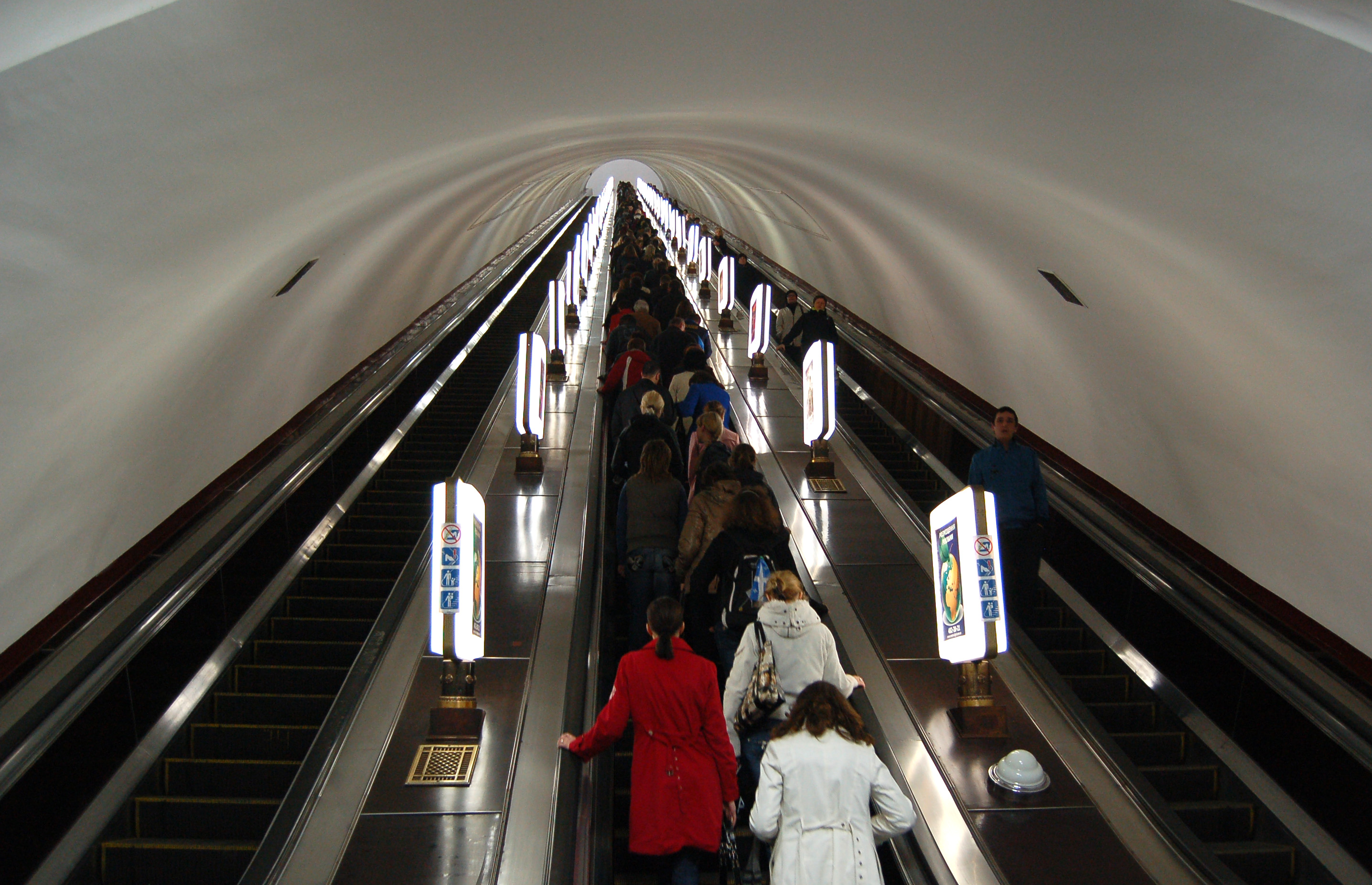
Roltrappen in station Teatralna

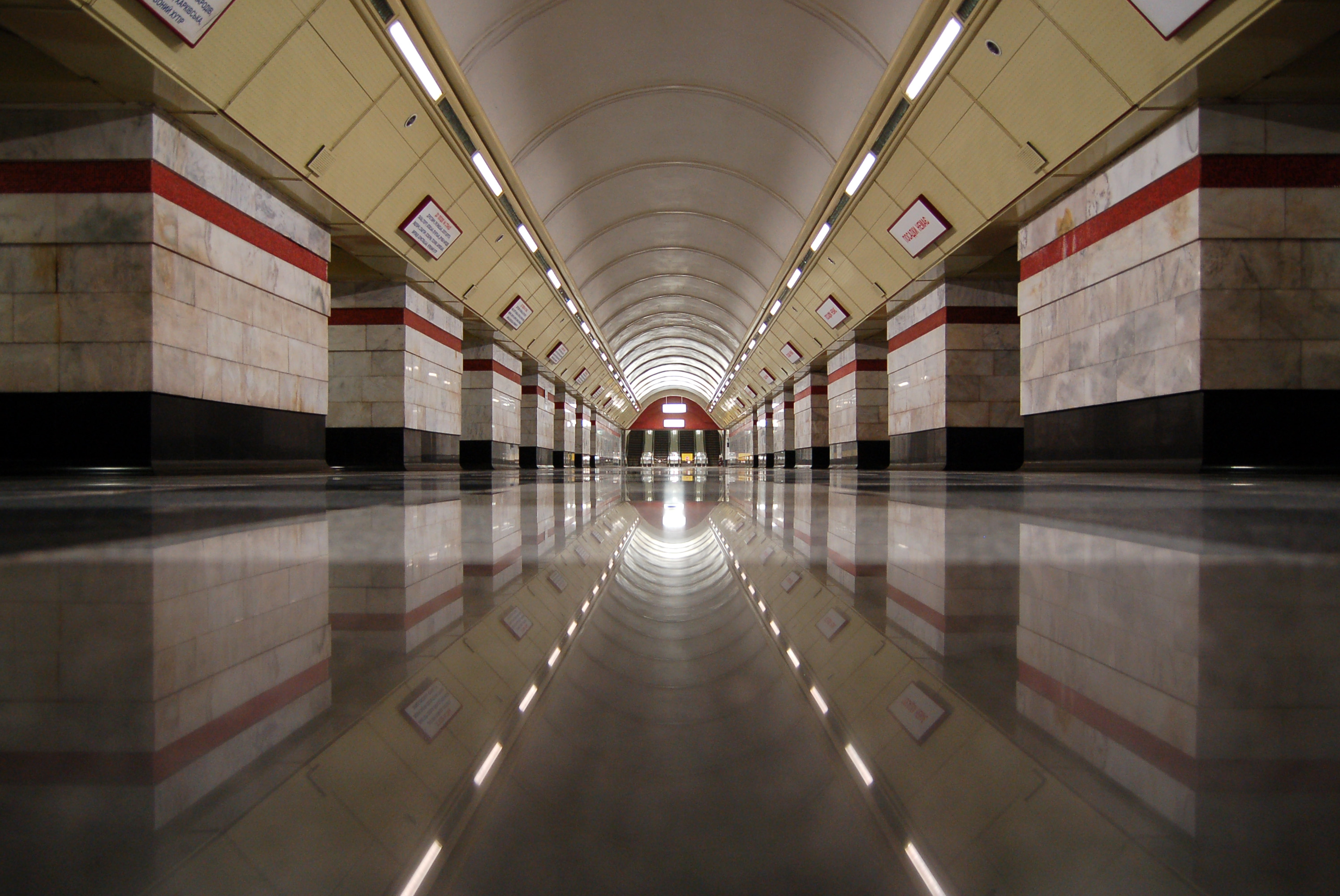
Station Syrets

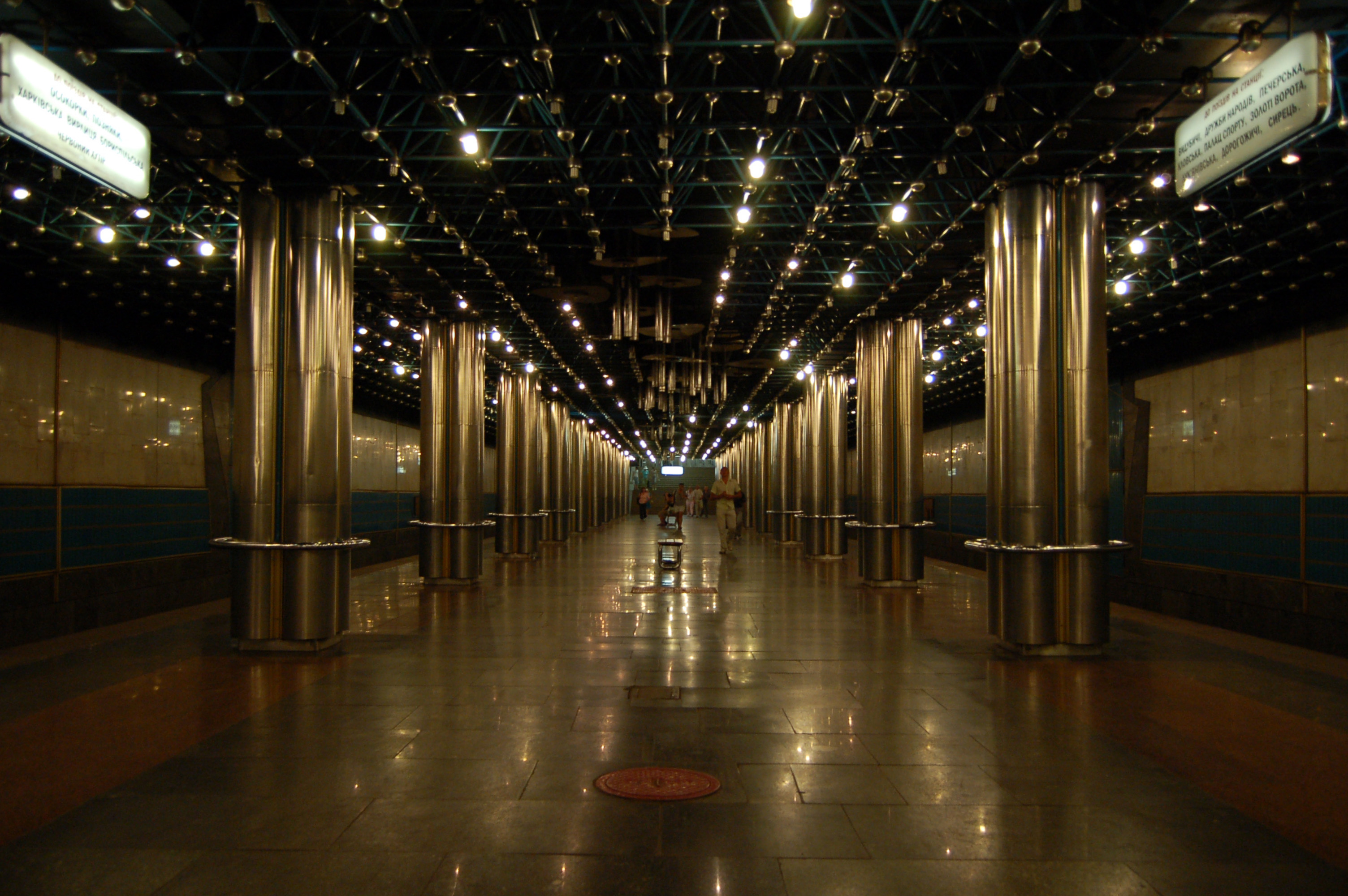
Station Slavoetytsj

De eerste serieuze plannen voor ondergronds stedelijk vervoer in Kiev werden in september 1916 voorgesteld aan het stadsbestuur door voorzitter van de Russisch-Amerikaanse handelskamer. Hij achtte een metronet een noodzakelijke voorwaarde voor de verdere groei van de stad, daar de afstand tussen het commerciële centrum en de stadsdelen waar het grootste deel van de bevolking woonde groot was en de trams de reizigersstroom niet meer konden verwerken. Het voorstel behelsde het ondergronds brengen van bestaande tramlijnen, te beginnen bij de belangrijkste straten van de stad. Het stadsbestuur reageerde in december 1916 positief, maar eiste wel dat de ondernemers zelf voor het benodigde kapitaal zouden zorgen. Men begon fondsen te werven in de Verenigde Staten, maar de Russische Revolutie van 1917 zette een streep door de plannen. Tijdens het korte bestaan van de Oekraïense Volksrepubliek (1918-1921) werd er opnieuw over de metro gesproken, maar toen gooide een burgeroorlog wederom roet in het eten.
Pas twee decennia later kreeg een ondergrondse in de stad weer reële kansen. In 1936, twee jaar nadat Kiev ten koste van Charkov tot hoofdstad van de Oekraïense SSR was uitgeroepen, keurde het stadsbestuur een plan van het Moskouse Vervoersinstituut goed. In 1938 begonnen de voorbereidende werkzaamheden, maar door het uitbreken van de Tweede Wereldoorlog duurde het tot 1949 voordat met de daadwerkelijke aanleg gestart kon worden. Daartoe werd in dat jaar het projectbureau Kievmetroprojekt opgericht. Elf jaar later, op 6 november 1960, werd het eerste deel van de eerste metrolijn in gebruik genomen. Het ruim vijf kilometer lange en vijf stations tellende traject verbond Vokzalna (Centraal Station) met Dnipro aan de oever van de Dnjepr. Deze van oost naar west lopende lijn wordt nu aangeduid met de naam Svjatosjynsko-Brovarska. Al snel werd de eerste lijn in beide richtingen uitgebreid; naar het westen in 1962 en in het oosten over een brug naar de linkeroever van de Dnjepr in 1965. In 1971 werd de lijn doorgetrokken naar de westelijke woonwijk Svjatosjyn en in 1979 werd het oostelijke eindpunt Lisova bereikt. De laatste verlenging van de Svjatosjynsko-Brovarska-lijn, van Svjatosjyn naar Akademmistetsjko ("Academiestadje"), kwam in gebruik op 24 mei 2003.
De tweede lijn van het net, de van noord naar zuid lopende Obolonsko-Teremkivska-lijn, werd op 17 december 1976 geopend. Het eerste traject was ruim drie kilometer lang, telde drie stations en verbond Plosjtsja Zjovtnevoji Revoljoetsiji (Plein van de Oktoberrevolutie, nu Majdan Nezalezjnosti) met Kontraktova plosjtsja. Het eerstgenoemde station werd ingericht als overstapstation voor de Svjatosjynsko-Brovarska-lijn. Op 5 november 1980 werd de lijn in het noorden doorgetrokken naar Obolon, gelegen in een van de dichtstbevolkte stadsdelen van Kiev. Twee jaar later kwam het tracé Obolon - Herojiv Dnipra gereed en in 2011 werd het zuidelijke eindpunt Vystavkovy tsentr bereikt.
Op 31 december 1989 werd het centrale deel van de Syretsko-Petsjerska-lijn in gebruik genomen. Het drie stations tellende traject van Zoloti vorota ("Gouden Poort") naar Metsjnikova (nu Klovska) bood overstapmogelijkheid op de twee andere metrolijnen. Tussen 1991 en 1994 werd de lijn in zuidoostelijke richting verlengd naar de linkeroever van de Dnjepr. In het noordwesten werd de lijn uitgebreid vanaf 1996; het huidige noordwestelijke eindpunt Syrets kwam in gebruik op 14 oktober 2004. Zijn huidige vorm bereikte de Syretsko-Petsjerska-lijn op 23 augustus 2008 met de opening van het traject Boryspilska - Tsjervony Choetir.

## Lijnen
De metro van Kiev heeft de standaardstructuur die in de meeste metrosystemen in de voormalige Sovjet-Unie is toegepast: drie lijnen die elkaar in het centrum kruisen in de vorm van een driehoek. Behalve de twee kruisingen (door middel van een brug) van de Dnjepr en het oostelijke deel van de Svjatosjynsko-Brovarska-lijn zijn alle sporen ondergronds gelegen.
| Nr. | Naam                         | Route                                          | Opening  | Lengte (km)        | Aantal stations | Reisduur |
| --- | ---------------------------- | ---------------------------------------------- | -------- | ------------------ | --------------- | -------- |
|     | Svjatosjynsko-Brovarska-lijn | Akademmistetsjko ↔ Lisova                      | 1960     | 22,7 km            | 18              | 38 min.  |
|     | Obolonsko-Teremkivska-lijn   | Herojiv Dnipra ↔ Teremki                       | 1976     | 21,0 km            | 18              | 35 min.  |
|     | Syretsko-Petsjerska-lijn     | Syrets ↔ Tsjervoniej Choetir                   | 1989     | 23,9 km            | 16              | 40 min.  |
|     | Podilsko–Vyhurivska-lijn     | Bratyslavska ↔ Kiltseva Doroha                 | ca. 2030 | ca. 20 km          | 15 (gepland)    | onbekend |
|     | Livoberezhna-lijn            | Vulytsia Myloslavska ↔ Osokorky-Pivdenni       | onbekend | ca. 5 km (1e fase) | 17 (gepland)    | onbekend |
|     | Vyshhorodsko–Darnytska-lijn  | Ploshcha Tarasa Shevchenka ↔ Darntyskyi Vokzal | onbekend | ca. 27 km          | 19 (gepland)    | onbekend |

## Stations
Zoals bij veel metrosystemen in de voormalige Sovjet-Unie zijn de metrostations in Kiev vaak rijk gedecoreerd. De stations uit de eerste bouwfase, die in de jaren 1960 werden geopend, laten een combinatie van stalinistische bouwkunst en traditionele Oekraïense motieven zien. De onderaardse monumentale ruimtes moesten enerzijds de trots van de arbeidersklasse, anderzijds diverse aspecten van de Oekraïense cultuur uitstralen.
In het midden van de jaren 1960 veranderden de ideeën over stationsarchitectuur abrupt. De stations van de tweede bouwfase kregen een veel strenger en functioneler uiterlijk volgens een eenheidsontwerp. In stations uit de jaren 1970 werden echter weer op grotere schaal decoratieve elementen toegepast. De metroarchitectuur ontwikkelde zich verder in de jaren 1980. De stations die in deze periode in Kiev werden geopend vertonen een innovatief en modern ontwerp in vergelijking met andere Sovjetmetro's. In de jaren 1990 werden in een aantal stations communistische symbolen verwijderd.
De grote meerderheid van de 45 stations van de Kievse metro bevindt zich ondergronds; twintig stations hiervan zijn zeer diep gelegen en kunnen ook als schuilkelder dienstdoen, negentien stations liggen direct onder de oppervlakte. Het in een heuvel gelegen station Arsenalna behoort met een diepte van ongeveer 100 meter tot de diepste van de wereld. Zes stations bevinden zich op maaiveldniveau of op een viaduct; met uitzondering van Dnipro liggen deze alle op de oostoever van de rivier.
Veel stations bestaan uit drie tunnels, waarvan de middelste als centrale verdeelhal fungeert; in de tunnels aan weerszijden bevinden zich de sporen en perrons. De lengte van de perrons bedraagt in alle stations 105 meter. Ongeveer de helft van de stations beschikt over roltrappen, waarvan de langste een hoogteverschil van 65 meter overbrugt. Alleen de nieuwste stations zijn met liften uitgerust en daardoor toegankelijk voor gehandicapten. De gemiddelde afstand tussen twee stations bedraagt 1400 meter; op sommige lange trajecten is ruimte voor een extra station gereserveerd.

## Taalkwesties
Vanaf de opening van de metro werden de namen van de lijnen en de stations uitsluitend in het Oekraïens aangegeven. Russischtalige documenten en de Russischtalige media gebruikten echter Russische namen. Deze namen werden meestal letterlijk vertaald, maar wanneer dat een sterk afwijkende vorm opleverde creëerde men een Oekraïens-Russische mengvorm; zo stond een station als Zjovtneva ("Oktober", het huidige Berestejska) in het Russisch bekend als Zjovtnevaja, terwijl de vertaling Oktjabrskaja geluid zou hebben.

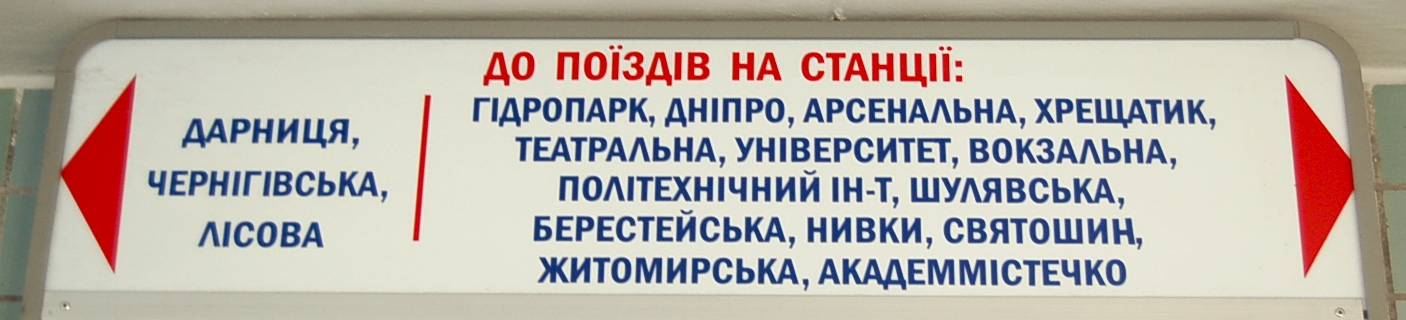
Oekraïenstalig richtingbord ("Treinen naar de stations: ...")
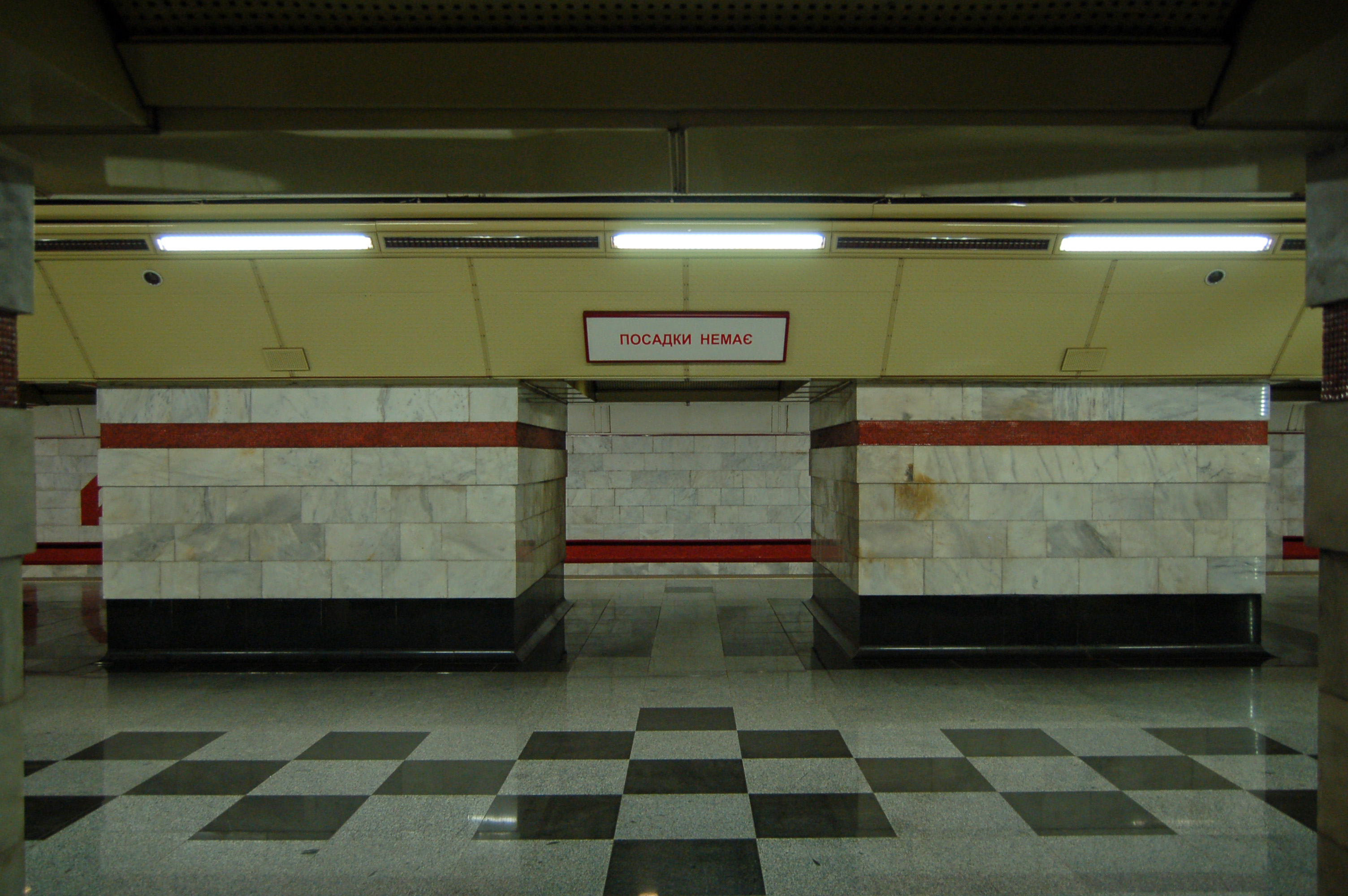
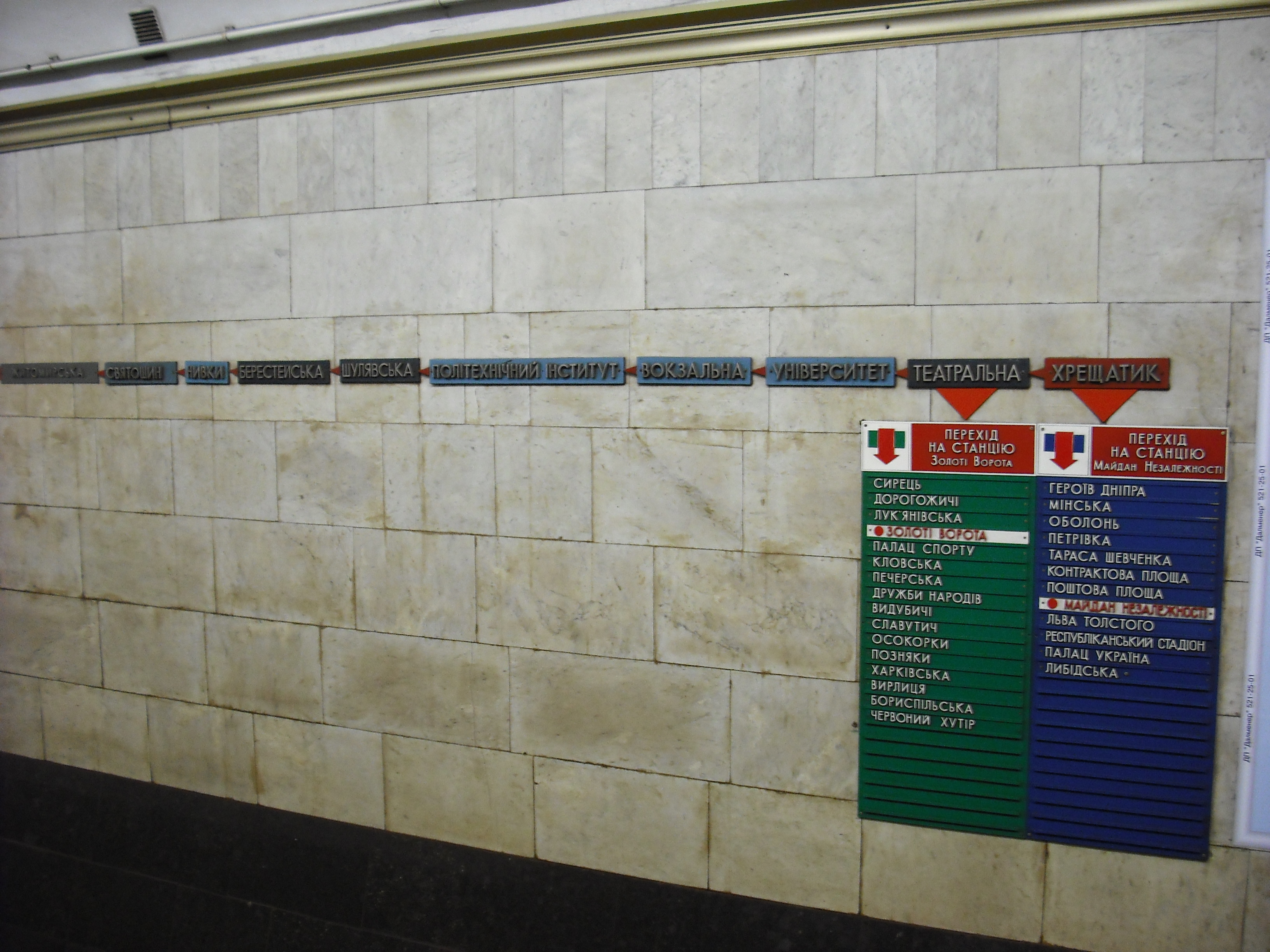
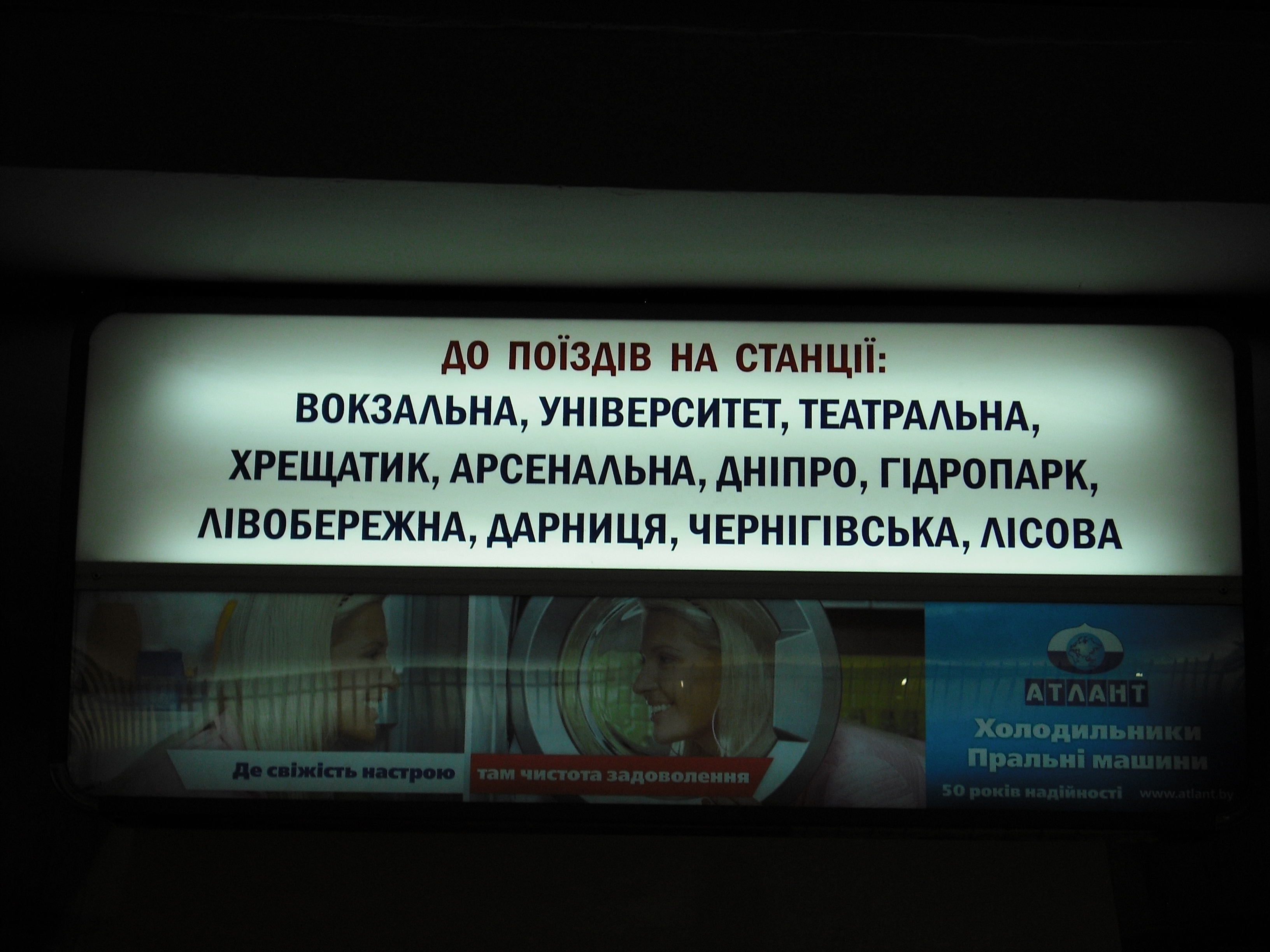

In de jaren 1980 verschenen in de stations Russischtalige borden naast de Oekraïense en werd de stationsomroep zelfs uitsluitend Russisch. Nieuwe stations kregen tweetalige namen, waarbij de mengvormen verdwenen en er enkel "echte" Russische benamingen werden gebruikt. Ook decoratieve slogans werden in deze periode in beide talen aangebracht. Tijdens de perestrojka werden stations wederom in het Oekraïens omgeroepen, maar de Russische naam werd als eerste vermeld. Na de val van de Sovjet-Unie en de onafhankelijkheid van Oekraïne werd de oorspronkelijke eentalig Oekraïense situatie hersteld, hoewel enkele van de tweetalige decoraties behouden zijn.

## Materieel

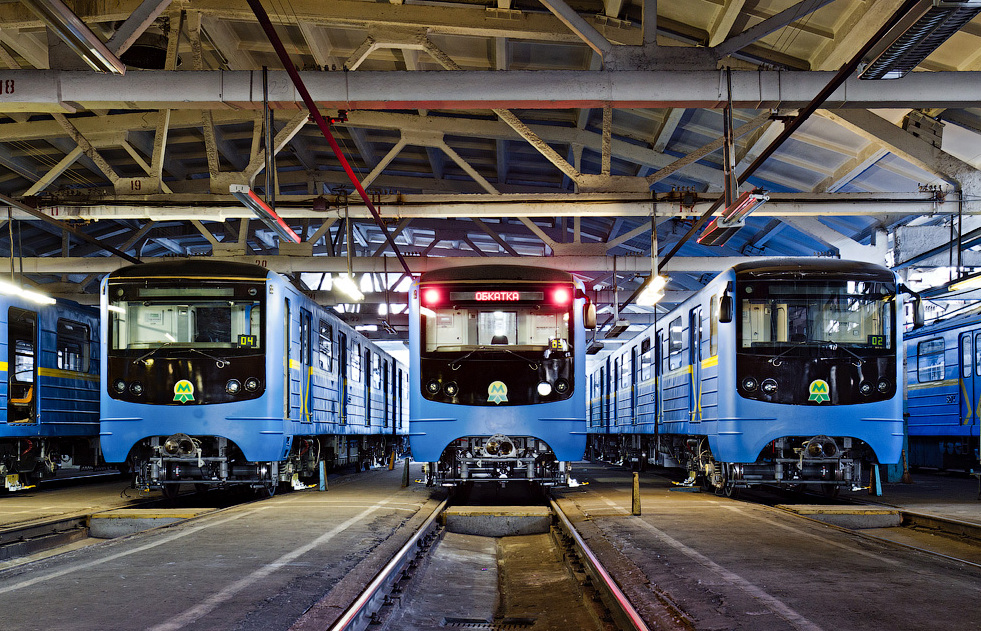
Metrotrein type Е-КМ

De metro van Kiev beschikt over ruim 600 rijtuigen, waarvan er 540 in de reguliere dienst worden ingezet; deze worden gekoppeld tot in totaal 108 vijfrijtuigtreinen. De treinstellen worden door middel van een derde rail gevoed met 825 V gelijkstroom; de spoorwijdte bedraagt 1524 mm, zoals overal in de voormalige Sovjet-Unie. Kievse metrotreinen hebben een lichtblauwe schildering met een gele streep onder de ramen.
De meerderheid van de rijtuigen is van het type 81-717/81-714, het meest gebruikte materieel in de voormalige Sovjet-Unie en het voormalige Oostblok. Daarnaast doen ook oudere treinstellen van de series E en Ezj dienst op het net. Rijtuigen van het type 81-717/81-714 zijn uitgerust met vier elektromotoren met elk een vermogen van 110 kW en beschikken over vier deuren per zijde. De koprijtuigen tellen 268 staan- en 40 zitplaatsen, de tussenrijtuigen hebben vier zitplaatsen meer en kunnen in totaal 330 passagiers vervoeren.
Een nieuwe generatie treinen, de serie 81-553/554/555 (ook Slavoetytsj genoemd), wordt momenteel in Kiev getest. Het vermogen van de motoren van deze treinstellen is verhoogd tot 170 kW, het energieverbruik ligt 30% lager en de bij het remmen vrijkomende energie wordt hergebruikt. De door Vagonmasj in Sint-Petersburg gebouwde treinen worden deels automatisch bestuurd.
Voor onderhoud en stalling van de treinen zijn er depots nabij de stations Darnytsja (№ 1, voor de Svjatosjynsko-Brovarska-lijn), Obolon (№ 2, voor de Obolonsko-Teremkivska-lijn) en Charkivske (№ 3, voor de Syretsko-Petsjerska-lijn).

## Praktische informatie

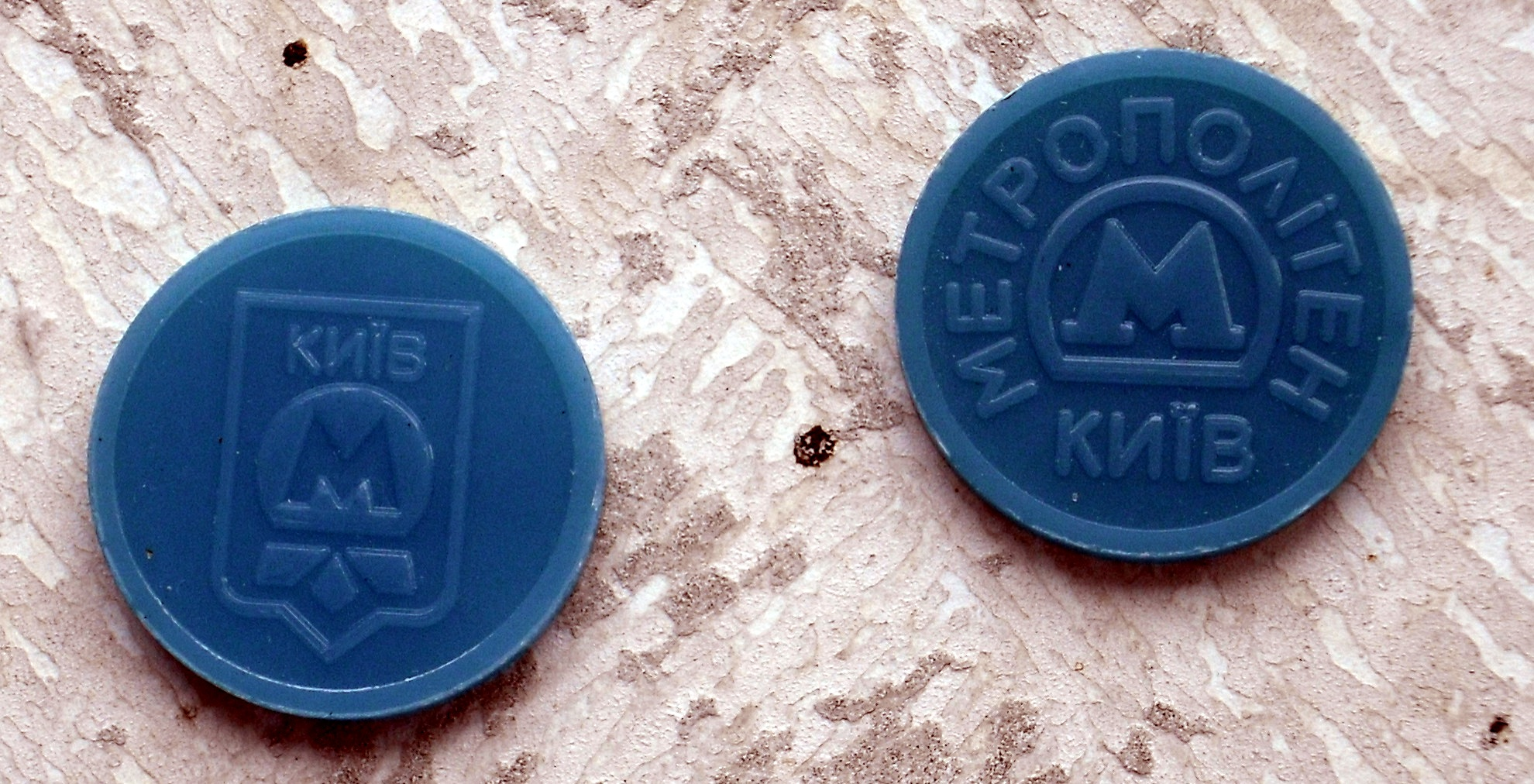
Tokens

De metro is dagelijks geopend vanaf zes uur 's ochtends, de laatste treinen vertrekken rond middernacht van de eindpunten. Afhankelijk van de lijn rijdt er overdag iedere drie tot zeven minuten een trein, in de spitsuren wordt er een frequentie van minder dan twee minuten aangehouden en 's avonds laat worden de stations elke tien tot vijftien minuten bediend.
Enkele ritten werden betaald met plastic muntjes (zjetony) en kosten thans 8,0 hryvnia (€ 0,25), waar dit eerder dit jaar nog  4,0 hryvnia was, ongeacht de gereisde afstand.  Abonnementhouders maken gebruik van kaarten met een magneetstrip. Gepensioneerden reizen gratis.
De metro van Kiev wordt sinds het begin van de jaren 1990 beheerd door het gemeentelijke bedrijf Kyjivsky Metropoliten; voorheen was het Ministerie van Spoorwegen verantwoordelijk voor de exploitatie. Bouwwerkzaamheden worden gecoördineerd door een dochterbedrijf dat projecten uitbesteedt aan particuliere aannemers.

## Toekomst

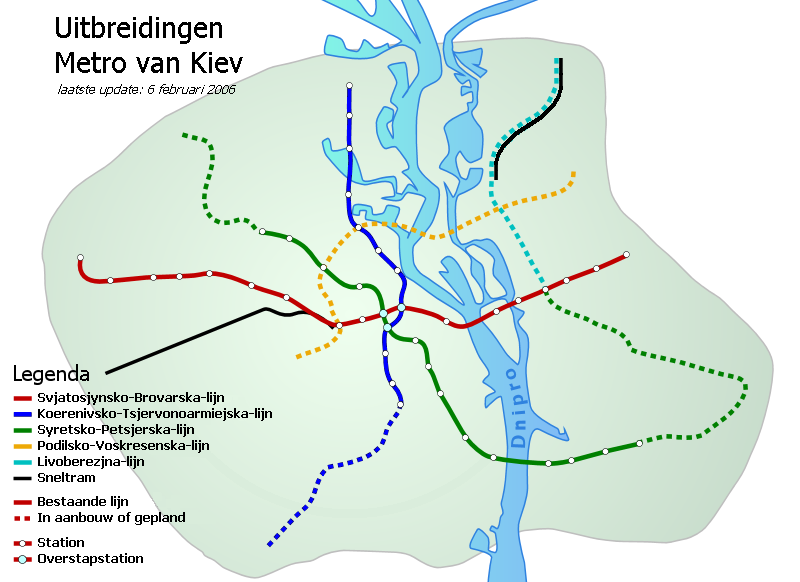
Geplande en in aanbouw zijnde uitbreidingen van het net

Het stadsbestuur van Kiev keurde in 2005 een ambitieus uitbreidingsplan goed, dat voorziet in de bouw van twee nieuwe metrolijnen en verlenging van bestaande lijnen. Volgens het plan zou het net in 2020 een lengte van 141,4 kilometer bereiken en 109 stations tellen. De totale investering bedraagt een kleine 800 miljoen euro.
De Svjatosjynsko-Brovarska-lijn wordt als gereed beschouwd, maar aan uitbreiding van de twee overige lijnen wordt reeds gebouwd. Daarnaast werkt men aan een nieuwe, vierde lijn, die de naam Podilsko-Voskresenska heeft gekregen en vermoedelijk tussen 2010 en 2015 in gebruik genomen zal worden. Uiteindelijk zal deze lijn de oostelijke oever van de Dnjepr via het centrum en het centraal station verbinden met het zuidwesten van de stad. De opening van de vijfde lijn, Livoberezjna, die zoals zijn naam ("Linkeroever") aangeeft geheel ten oosten van de rivier zal lopen, is niet te verwachten voor 2030. Ten noorden van Voelytsja Kasjtanova is een 5,2 kilometer lang deel van de geplande lijn reeds in dienst als sneltram.
Voor de Obolonsko-Teremkivska-lijn is rond 2012 een zuidelijke verlenging naar Teremky (2,2 kilometer) gepland.
Op de lange termijn staan onder andere een verdere verlenging van de Obolonsko-Teremkivska-lijn naar het zuiden, een noordwestelijke uitbreiding van de Syretsko-Petsjerska-lijn en uitbouw van de nieuwe metrolijnen op het programma. Op lange termijn is onder meer een bovengrondse ringspoorlijn en een snelle verbinding met de Luchthaven Boryspil gepland.

## Museum
In een kantoorgebouw van het metrobedrijf, nabij station Politechnitsjny instytoet, bevindt zich een klein metromuseum, gewijd aan de planning, bouw en dienstuitvoering van de Kievse metro. Het museum beschikt onder andere over oude foto's en kaartjes en maquettes van stations.